# 2N3904

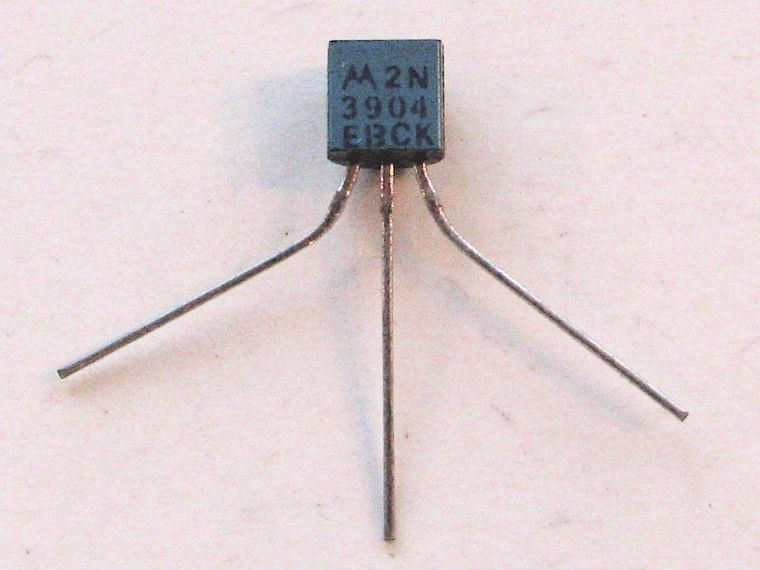
ترانزستور 2N3904 صنع من طرف موتورولا

2N3904 هو ترانزستور ثنائي القطبية من نوع NPN شائع، يستخم للأغراض العامة، التضخيم والتحكم منخفض القدرة، سجل بواسطة موتورولا في منتصف الستينيات جنبا إلى جنب مع نظيره 2N3906 من نوع PNP، مثل تحسن مهم في الأداء بالنسبة للتكلفة، مع تعليب بلاستيكي TO-92 بدلا من التعليب المعدني. صمم من أجل تيار منخفض، قدرة منخفضة، بجهد متوسط، ويمكنه أن يعمل عند سرعات متوسطة إلى عالية. وهذا الترانزستور متوفر على نطاق واسع مع انخفاض التكلفة وأداء جيد بما فيه الكفاية ليستخدم من قبل الهواة.

## خصائصه

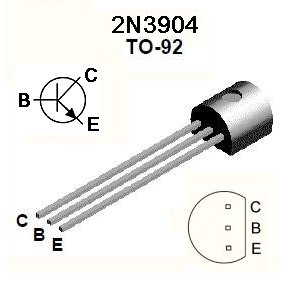
ترتيب أطراف الترانزستور 2N3904

هو ترانزستور 200 ميلي أمبير، 40 فولت، 625 ميلي واط مع تردد 300 ميغا هرتز، معامل تضخيمه هو 100 كحد أدنى عندما يكون تيار المجمع 10 ميلي أمبير، يستخدم في مختلف تطبيقات التحكم والتكبير التناظري.
عند النظر إلى الوجه المسطح، الأطراف في الأسفل تكون مرتبة من اليمين إلى اليسار: جامع، قاعدة، باعث.

## وصلات خارجية
- Transistor and Diode Data Book (1973, 1236 pages), Texas Instruments